# 巴里恩托斯島

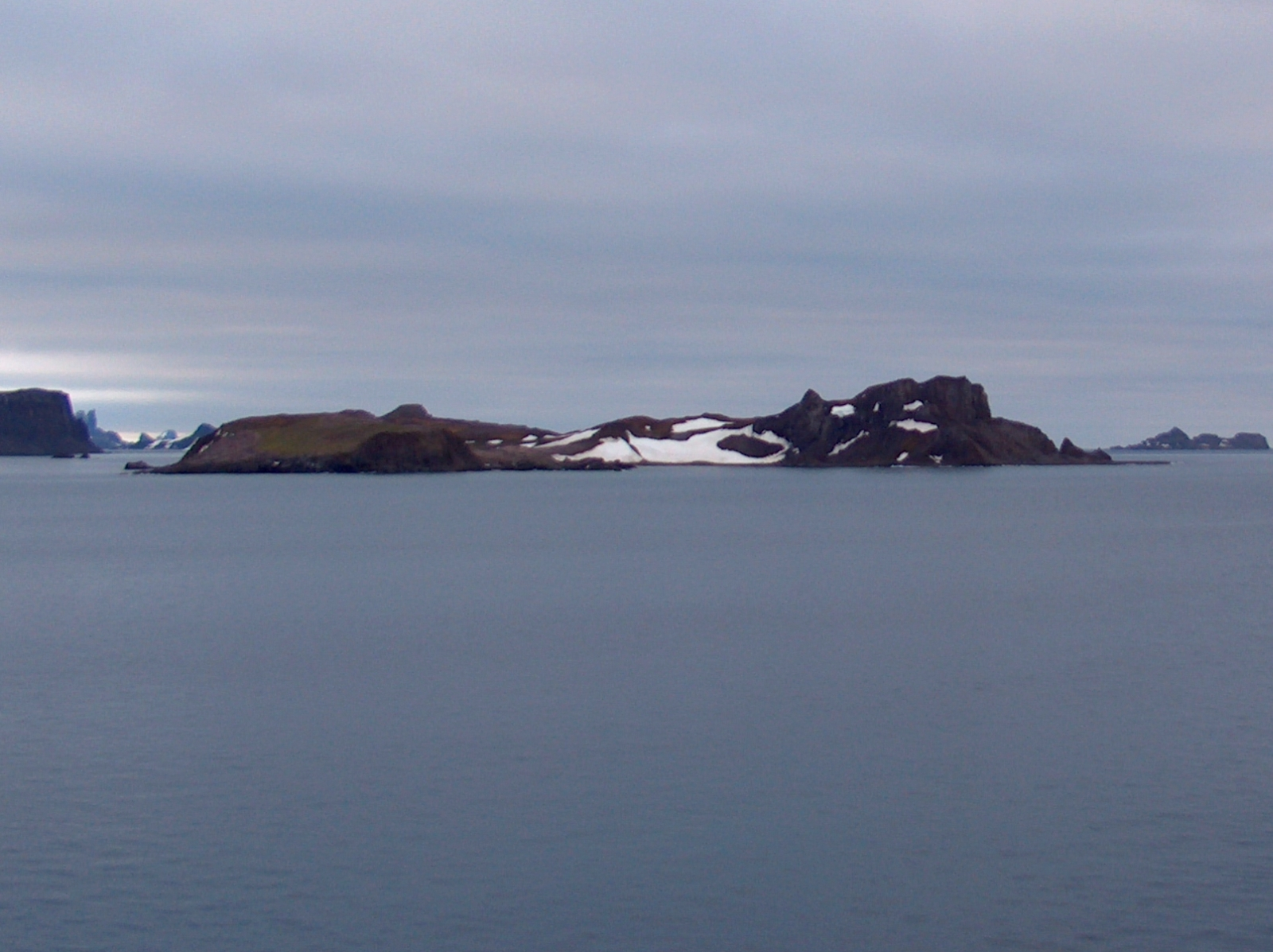

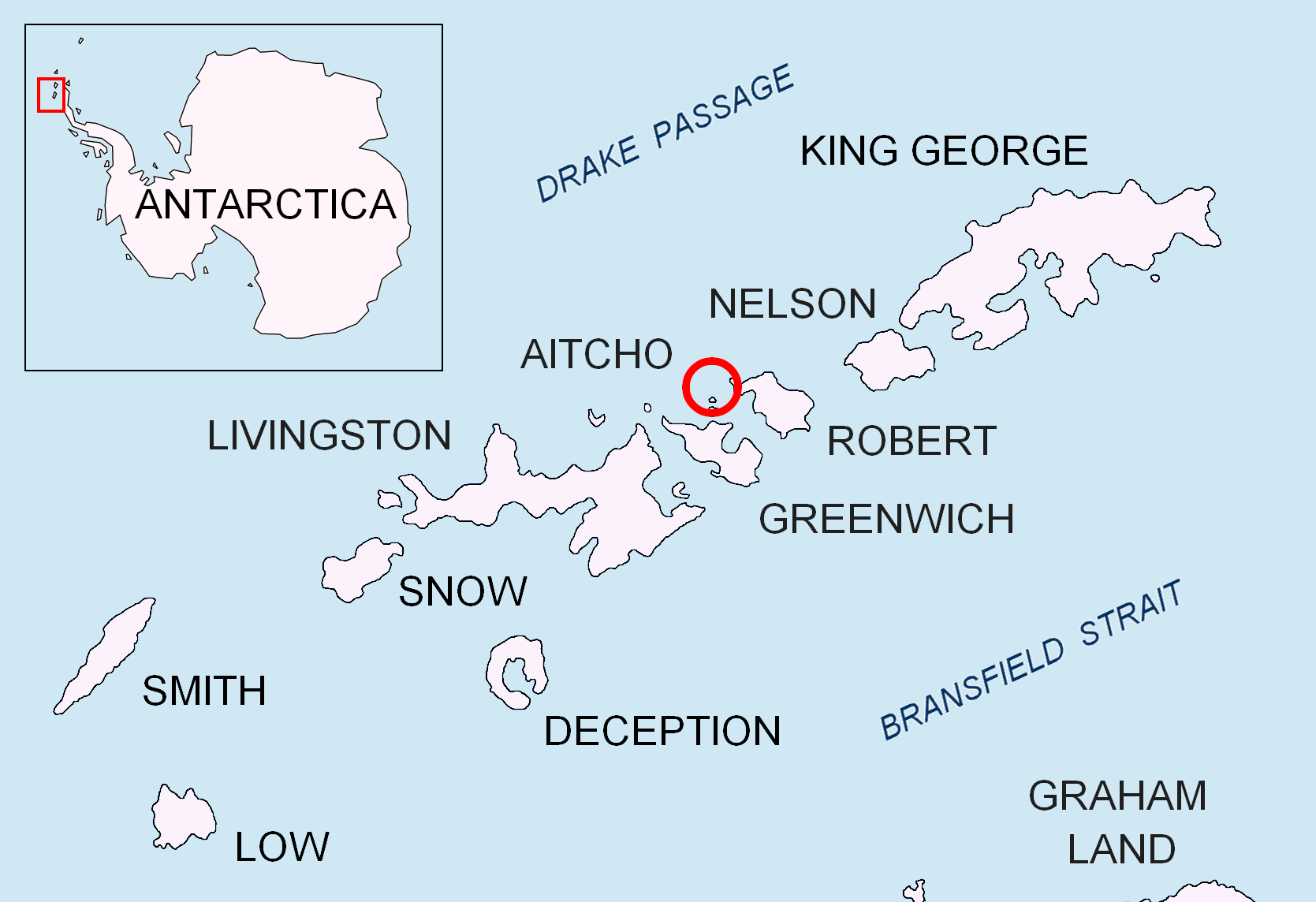

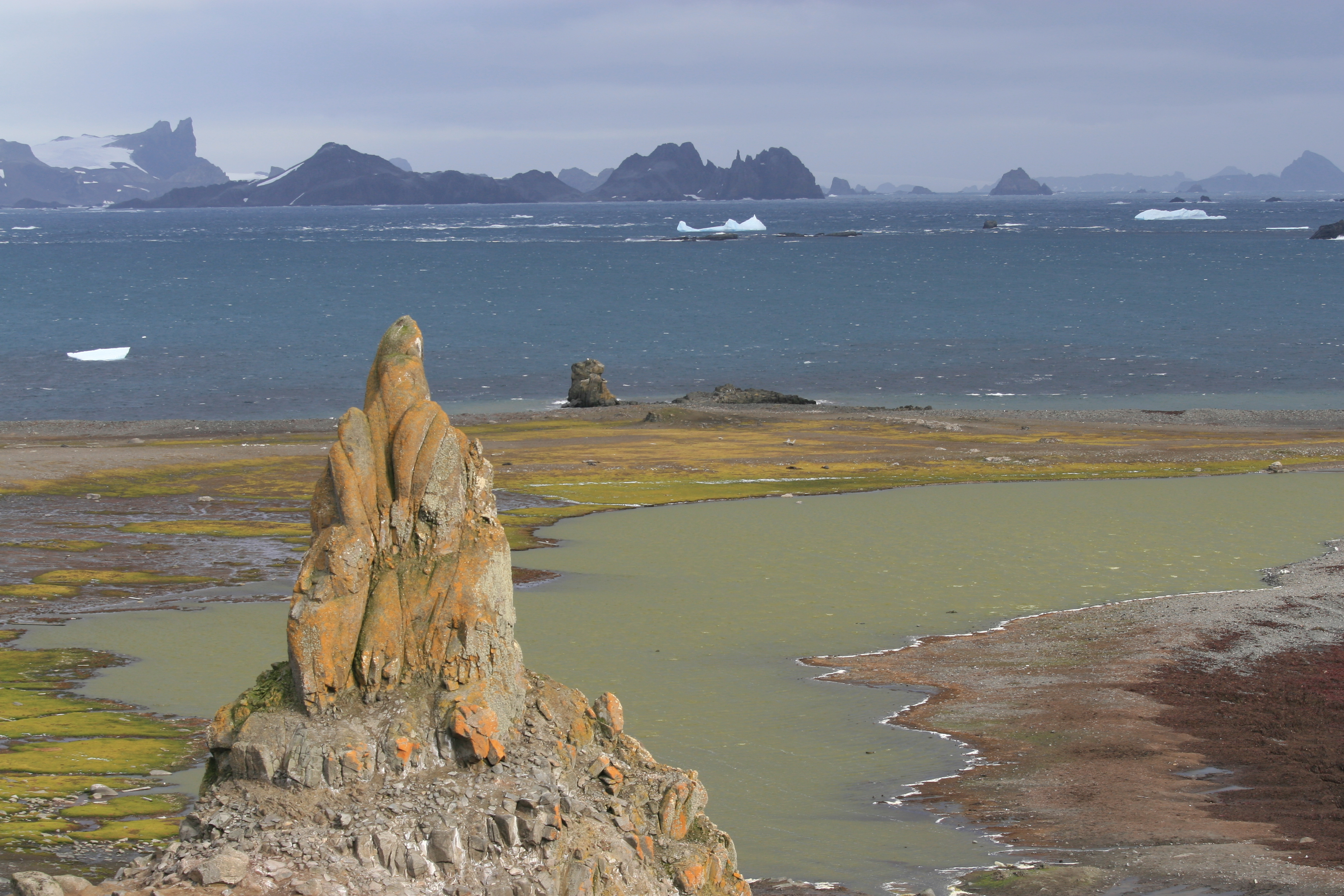

巴里恩托斯島（英語：Barrientos Island）是南極洲的島嶼，屬於南設得蘭群島中艾秋群島的一部分，位於塞西莉亞島西北0.28公里、帕薩雷爾島東南0.9公里和比利亞納島東南1.9公里，長1.71公里、寬0.54公里，面積0.65平方公里。

## 外部連結
- SCAR Composite Antarctic Gazetteer（页面存档备份，存于）.

62°24′22″S 59°44′53″W / 62.40611°S 59.74806°W